# The Lion and the Mouse (1919)
The Lion and the Mouse é um filme mudo estadunidense de 1919, do gênero drama, dirigido por Tom Terriss, e estrelado por Alice Joyce. O roteiro de Edward J. Montagne foi baseado na peça teatral homônima de 1905, de Charles Klein. É considerado um filme perdido.
O filme foi a segunda adaptação cinematográfica da história de Klein. Outras adaptações cinematográficas conhecidas da mesma história são "The Lion and the Mouse" (1914), estrelada por  Ethel Clayton, Gaston Bell e George Soule Spencer; e "The Lion and the Mouse" (1928), estrelada por May McAvoy e Lionel Barrymore.

## Sinopse
John Burkett Ryder (Anders Randolf) é "o homem mais rico do mundo", e procura desacreditar uma decisão judicial que contraria seus interesses financeiros. Para isso, ele ataca o Juiz Rossmore (Henry Hallam), que o proferiu e patrocina as acusações de impeachment contra ele no Congresso. Shirley Rossmore (Alice Joyce), a filha do juiz, fica ciente dos problemas envolvendo seu pai e retorna de Paris, onde fazia sucesso como escritora; ela e Jefferson Ryder (Conrad Nagel), filho de John, se apaixonam.
Determinada a fazer John mudar de ideia, Shirley publica, sob um pseudônimo, um romance intitulado "The American Octopus" ("O Polvo Americano"), em que o personagem principal é baseado em Ryder. Ele, então, atraído pelo livro, se aproxima da autora, que se apresenta como Sarah Green, e a convida para escrever sua biografia. Ela se aproveita, auxiliada por Jefferson, da oportunidade para obter duas cartas que provam a inocência de seu pai. Jefferson é descoberto, e seu pai o denuncia como um ladrão.
Vendo o amado ser acusado por sua causa, Shirley acaba por revelar sua verdadeira identidade, e o "leão" milionário, que já havia sido conquistado pela simpatia da "rata", acaba por perdoá-los, levando todos a um final feliz.

## Elenco
- Alice Joyce como Shirley Rossmore
- Conrad Nagel como Jefferson Ryder
- Anders Randolf como John Burkett Ryder
- Henry Hallam como Juiz Rossmore
- William T. Carleton como Sen. Roberts
- Mona Kingsley como Kate Roberts
- Jane Jennings como Sra. Ryder
- W. H. Burton como Juiz Scott
- Templer Saxe como Fitzroy Bagley
- Mary Carr como Eudoxia